# Sofia Piliavskaïa
Sofia Stanislavovna Piliavskaïa (en russe : Со́фья Станисла́вовна Пиля́вская), née le 17 mai 1911 à Krasnoïarsk et morte le 21 janvier 2000 à Moscou, est une actrice soviétique et russe.

## Biographie
Sofia Piliavskaïa naît à Krasnoïarsk, dans une famille d'origine polonaise.
En 1931, elle est diplômée de la classe d'art dramatique de Zinaïda Sokolova (sœur de Constantin Stanislavski).
Depuis 1931 - actrice du Théâtre d'art Gorki de Moscou (MKhAT).
Pendant la Seconde guerre mondiale, en octobre 1941, avec toute la troupe du Théâtre d'art fut évacuée vers Saratov, ce n'est qu'en novembre 1942 qu'elle retourne à Moscou.
Depuis 1954 - professeur à l'École-studio du Théâtre d'Art académique de Moscou.
Après la division du théâtre en 1987, elle travaille au Théâtre d'art Anton-Tchekhov jusqu'en 2000.
Auteur des mémoires Au nom de la mémoire (1993).
Décédée le 21 janvier 2000 à l'âge de 89 ans à Moscou, l'actrice est inhumée au cimetière de Novodievitchi.

## Filmographie sélective
- 1947 : Le Conte de Cendrillon (Золушка) de Nadejda Kocheverova : invitée au bal
- 1949 : La Bataille de Stalingrad (Сталинградская битва) de Vladimir Petrov : femme avec enfant
- 1950 : Le Complot des condamnés (Заговор обречённых) de Mikhaïl Kalatozov : Christina Padera
- 1957 : L'Orage (Шторм) de Vladimir Bill-Bielotserkovski : abbesse
- 1962 : Aux sept vents (На семи ветрах) de Stanislav Rostotski : Dolly
- 1963 : Tout reste aux hommes (Всё остаётся людям) de Gueorgui Natanson : Natalia
- 1964 : Lueur d'une lointaine étoile (Свет далёкой звезды) de Ivan Pyriev : Ksenia Prokhorova
- 1967 : Un héros de notre temps (Герой нашего времени) de Stanislav Rostotski : vieille femme
- 1966 : La Grande Sœur (Старшая сестра) de Gueorgui Natanson : membre du comité d'admission
- 1967 : Anna Karénine (Анна Каренина) de Alexandre Zarkhi : comtesse Vronski
- 1968 : Le Cadavre vivant (Живой труп) de Vladimir Venguerov : Anna Dmitrievna
- 1968 : Nous vivrons jusqu'à lundi (Доживём до понедельника) de Stanislav Rostotski : professeur
- 1982 : La Porte Pokrovski (Покровские ворота) de Mikhaïl Kozakov : Alissa Vitalïevna

## Distinctions
- Médaille Pour le travail vaillant dans la Grande Guerre patriotique 1941–1945
- Ordre du Drapeau rouge du Travail (1948)
- Prix Staline (1951), pour le rôle de Christina Padera dans le film Le Complot des condamnés (1950)
- Artiste du peuple de l'URSS (1991)
- Ordre de l'Honneur (1996)